# Agapanthia salviae
Agapanthia salviae là một loài bọ cánh cứng trong họ Cerambycidae.